# Себастьян из Фельштына

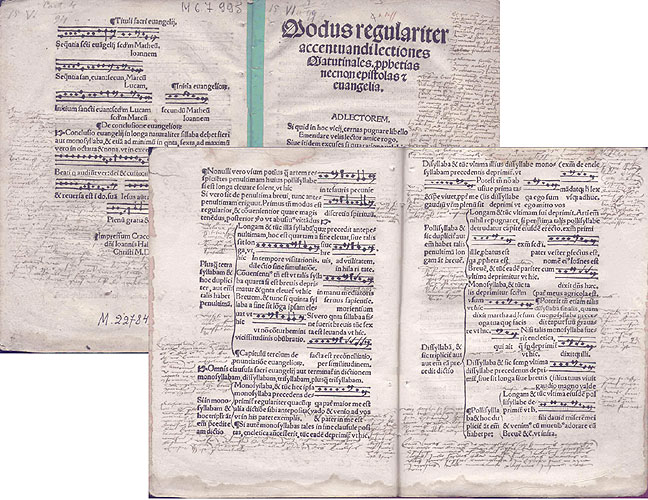
Страницы книги Себастьяна из Фельштына «Modus regulariter accentuandi lectiones» (из коллекции Российской национальной библиотеки)

Себастьян из Фельштына известный также как Фельштынчик (пол. Sebastian z Felsztyna, Felsztyńczyk, Felstiniensis; около 1485, Фельштын (ныне с. Скелевка) — около 1544, Санок) — польский теоретик музыки, композитор эпохи Возрождения.

## Биография
Изучал теологию в Перемышле, затем в 1507—1509 обучался музыкальному искусству на факультете artes liberales (семи свободных искусств) в Краковской академии (Collegium Maius), после окончания которого получил степень бакалавра.
Около 1528 был посвящён в священники, служил викарием в Фельштыне, затем, предположительно, в Перемышле. Около 1536 стал приходским священником Санока.
В Саноке, пользуясь материальной поддержкой одного из представителей рода Гербуртов — Николая Гербурта из Однова, для которого сочинил много музыкальных произведений, основал музыкальную школу.
Находясь в провинции, не прерывал связей с Краковом. Часто ездил туда для представления и публикации своих творений, три из которых были включены в постоянный репертуар знаменитого хора Вавельского собора в Кракове, т. н. рорантистов (от лат. назв. утренней молитвы «Rorate coeli» — «Молитесь небу»).

## Творчество
Себастьян из Фельштына, ещё будучи выпускником академии, занимался педагогической и композиторской деятельностью.
Особую популярность ему принес написанный им на латыни учебник начальных принципов литургического пения «Opusculum musice compilatur noviter». Учебное пособие было напечатано в 1515 и до 1539 выдержало 5 переизданий.
Чрезвычайно важными для истории развития музыкально-теоретической мысли не только в Польше стал ряд трактатов Себастьяна из Фельштына, посвященных григорианскому пению.
Фельштынчик — автор теоретических трактатов, посвященных, кроме прочего, принципам полифонии и мензуральной нотации. К его важнейшим трудам относят:
- Opusculum musice mensuralis (Краков, 1517, первый в Польше учебник мензуральной нотации, в основу которого положена теория Франко Кёльнского)
- Modus regulariter accentuandi lectiones (Краков, 1518)
- Opusculum musices noviter congestum
- De musica dialogi VI (Kraków, 1536)
- Directiones musicae ad cathedralis ecclesia Premislensis usum (Краков, 1543)
- De inventoribus musicae

Из его теоретических работ до настоящего времени сохранились: Opusculum musices mensuralis и Opusculum musices choralis (изданный в 1515), Opusculum musicae compilatum noviter (около 1518), Modus regulariter… (1518, 1525).
Писал, в основном, религиозную вокальную музыку. Его мотеты, сохранившиеся до наших дней, являются одними из старейших образцов четырёхголосной полифонии в Польше и территории современной Украины.
Главнейшие музыкальные произведения Фельштынчика:
- Alleluia ad Rorate cum prosa Ave Maria
- Alleluia Felix es sacra Virgo Maria
- Prosa ad Rorate tempore paschali Virgini Mariae laudes
- Popule meus
- De Conceptione
- Visitatione
- Nativitate (сохранился частично).

Воспитал ряд талантливых учеников. Самым известным был Мартин Леополита (Martinus Leopolita, Marcin Leopolita), который в 1560—1564 был придворным музыкантом короля Сигизмунда II Августа. Оказал влияние на формирование композиторского стиля Миколая из Кракова (Mikołaj z Krakowa), Христофора Борека (Krzysztof Borek) , Вацлава из Шамотулы (Wacław z Szamotuł), Мартина Вартецкого (Marcin Wartecki), Христофора Клабоня (Krzysztof Klabon), Томаша Шадека (Tomasz Szadek), Мартина Палигона (Marcin Paligon) и др.